# Guy Meauxsoone
Guy Meauxsoone, né le 16 septembre 1946 à Warneton en Belgique et mort le 14 juin 2023 à Autrans-Méaudre en Vercors, est un spéléologue, un directeur de la photographie et réalisateur de documentaires belge, reconnu pour ses films consacrés à l’exploration souterraine, la spéléologie, aux sports de montagne et aux peuples des régions reculées.

## Biographie
Guy Meauxsoone, à la base spéléologue, s’est particulièrement illustré dans le domaine du film d'aventures, en réalisant des documentaires et reportages qui mettent en lumière les mondes souterrains, leur histoire et leur beauté.
Parmi les réalisations majeures de Guy Meauxsoone, on compte notamment le film Trou de Fer (1992), qui documente la première descente intégrale du canyon du Trou de Fer situé à La Réunion, un exploit marquant dans l’histoire de la spéléologie et du canyonisme. Ce film est souvent cité comme l’un des plus spectaculaires du genre, tant par la difficulté technique de l’exploration que par la qualité de la réalisation. Meauxsoone a également exploré d’autres thématiques, s’intéressant à la fois à l’aspect découverte, sportif, écologique et à la dimension humaine des univers qu'il explore.
Son travail prolifique est salué pour sa capacité à allier rigueur scientifique, sens de l’aventure et qualités esthétiques, offrant ainsi un regard unique sur des mondes souvent inaccessibles au grand public. Cette rigueur se retrouve par exemple dans Les piliers du rêve (1987) avec Patrick Berhault et Patrick Cordier évoluant sur les falaises des Météores, refuges mystiques aériens des ermites en Grèce. Guy Meauxsoone figure parmi les invités d’honneur lors d’événements majeurs de la spéléologie et des sports de montagne, reconnu pour son « palmarès impressionnant » et sa contribution à la mémoire audiovisuelle de la discipline, remportant de nombreux prix et sélections,,.

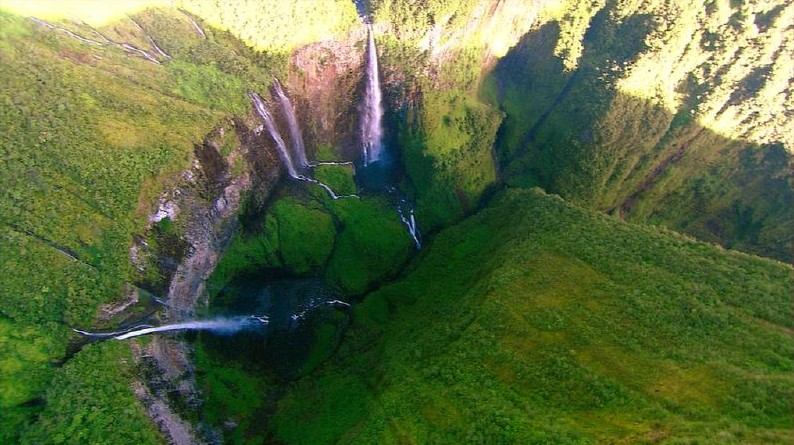
Vue aérienne du gouffre principal du Trou de Fer à la Réunion.

En Janvier 2008, au cours d’une expédition au Mexique dans la Sierra Negra , son fils, Arthur Meauxsoone a un accident vers -300 mètres de profondeur (fractures pied droit et rotule gauche). Le Spéléo secours mexicain (Espeleo Rescate México) a tout mis en œuvre pour la réussite de ce sauvetage. Pour les remercier, Guy Meauxsoone mets en place l'opération Rescate Cuaxuxpaen avec la vente d'un DVD avec une dizaine de films de spéléologie et montagne qu'il a tourné dans les années 80 en 16 mm et vidéo, à leur profit pour leur permettre de financer matériel et stages de formation,.
"Meaux" comme on le surnomme s’installe sur le Vercors dans les années 1983, tout en voyageant dans le monde entier avec sa caméra, réalisant plus de 100 reportages pour la télévision. Amoureux du massif du Vercors, Guy il fonde en 2010 la web tv associative VercorsTV, qui produit et diffuse sur le net des reportages sur différentes thématiques sur vercors-tv.com.
Guy Meauxsoone décède le 14 juin 2023, à l'âge de 76, ans à Autrans-Méaudre en Vercors. le Parc naturel régional du Vercors lui rend hommage dans son infolettre en août 2023. Le réalisateur de documentaires Sid Perou (en) lui rend hommage, en août 2023, dans le magazine de spéléologie anglais Descent avec l'article " Goodbye, Guy Meauxsoone " .

## Filmographie

### Directeur de la photographie

#### Filmographie non exhaustive
- 1982 : Realm of Darkness - The Elusive Depths of Mexico, réalisation Sid Perou, UK, 52mn[12].
- 1986 : Realm of Darkness - Caves of Glass, réalisation Sid Perou, UK, 52mn[13],[14].

### Réalisateur

#### Filmographie non exhaustive[15],[16],[17],[18],[19],[20]
- 1983 : Oztotl, L'Écriture des eaux - 26mn. Grand prix et prix du public au festival spéléo La Chapelle-en-Vercors et Barcelone.
- 1985 : Tant qu'il  y' aura des eaux - France, 26mn. Gentiane d'argent au Trento Film Festival, Rives de l'Aventure FIFAS Annecy, Prix spécial du Jury, de la Presse et du Public au festival Spéléo La Chapelle en Vercors. Grand prix du Caving and Canyoning Film Festival Barcelona.
- 1986 : Tonnerre de Zeus - 26mn. Prix de l'image Vénissieux, Grand prix festival spéléo de Barcelone, prix du public. Prix du film sportif La Chapelle-en-Vercors.
- 1988 : Tchac, l'eau des Mayas - France, 26mn. Primé au festival aquatique de Vénissieux.
- 1987 : Les piliers du rêve - production MC4, 22mn. Sélection officielle au Trento Film Festival[4].
- 1987 : L'écume des nuits (Fiction) - 13mn. Grand Prix festival spéléo La Chapelle-en-Vercors. Grand prix du Caving and Canyoning Film Festival Barcelona.
- 1990 : Trou de Fer - France, 26mn.
- 1990 : Shumula - France, 26mn. Prix de l'image au Trento Film Festival[21].
- 1991 : Nomades : le feu sacré - production France TV, France, 26mn.
- 1992 : Escalade - découverte & initiation - production Pan Art Vision, France, 55mn.
- 1993 : Passagers des glaces - production Clipper productions, France, 24mn. Sélection officielle au Trento Film Festival.
- 1995 : Macadam Vercors - France, 24mn. Coup de Cœur et prix du jury au Festival du film de montagne d'Autrans.
- 1995 : Glacionautes, 26mn.
- 1996 : La Plata et sueur de l'ambre - production TV8 Mont-Blanc, France, 45mn.
- 1998 : Les reines de l'arène - production Ampersand, France, 26mn.
- 1998 : La spéléologie - collection série : Allo la Terre, production Les Films d'Ici, 4x13mn[22].
- 1999 : Le nez dans la sciure - France, 14mn[23].
- 1999 : Les brûleurs de bois - production VercorsTV, France, 10mn.
- 2000 : La forteresse - France, 52mn, Coup de Cœur et prix du Public au festival du film de Montagne d'Autrans.
- 2001 : Gens du fleuve - production MC4, France, 52mn.
- 2003 : Baba Baroga le père des lions - production Seven Doc, France 2003, 52mn.
- 2020 : Dans les Alpes, à la découverte des nouvelles forêts - production VercorsTV, France, 26mn.
- 2004 : De la grotte au temple - production Seven Doc, France, 52mn[24],[25].